# (5205) Servián
(5205) Servian – planetoida z pasa głównego planetoid.

## Odkrycie i nazwa
Została odkryta 11 lutego 1988 roku przez Seijiego Uedę i Hiroshiego Kanedę w obserwatorium astronomicznym w Kushiro. Nazwa pochodzi od Berty E. Servián de Flores (ur. 1914, zm. 1996) – pierwszej paragwajskiej lotniczki. Przed nadaniem nazwy planetoida nosiła oznaczenie tymczasowe 1988 CU7.

## Orbita
(5205) Servian obiega Słońce w średniej odległości 2,34 j.a. w czasie 3 lat i 211 dni.